# Potamidae
Die Potamidae sind eine Familie der Krabben mit über 570 Arten, die in Südeuropa, Nordafrika und Asien vorkommen. Sie sind Süßwasserkrabben, einige leben weitestgehend terrestrisch.

## Merkmale
Die Potamidae haben die Merkmale der Potamoidea. Der vorn-seitliche Rand ist mit einem epibranchialen Zahn, selten mit drei oder mehr Dornen / Zähnen besetzt. Die Mandibularpalpen haben drei Glieder. Das erste Gonopodium hat manchmal eine synoviale Membran.

## Systematik
Die Familie wird in zwei Unterfamilien und 101 Gattungen unterteilt. Die Unterfamilien sind:
- Potaminae Ortmann, 1896
- Potamiscinae Bott, 1970